# Boktjuven (film)
Boktjuven (originaltitel: The Book Thief) är en amerikansk dramafilm från 2013, baserad på romanen med samma namn. Regisserad av Brian Percival på ett manus av Michael Petroni. Filmen hade biopremiär den 28 februari 2014 i Sverige.

## Handling
När Liesel, en viljestark och modig ung flicka, tas om hand av en fosterfamilj i Tyskland under andra världskriget förändras livet för henne och alla omkring henne.  

## Rollista (i urval)
- Sophie Nélisse – Liesel Meminger
- Geoffrey Rush – Hans Hubermann
- Emily Watson – Rosa Hubermann
- Ben Schnetzer – Max Vandenburg
- Nico Liersch – Rudy Steiner
- Joachim Paul Assböck – SS officer
- Sandra Nedeleff – Sarah
- Hildegard Schroedter – Frau Becker
- Rafael Gareisen – Walter Kugler
- Gotthard Lange – Gravedigger
- Godehard Giese – Polis
- Roger Allam – Döden
- Barbara Auer – Ilsa Hermann
- Heike Makatsch – Liesels mor

## Mottagande
Boktjuven fick blandade recensioner från flera filmkritiker.
Rotten Tomatoes rapporterade att 46 procent, baserat på 134 recensioner, hade gett filmen en blandad recension och satt ett genomsnittsbetyg på 5,6 av 10. På Metacritic nådde filmen genomsnittsbetyget 53 av 100, baserat på 31 recensioner.